# Sola (película de 2021)
Sola es una película de Argentina de 2021 dirigida por José Cicala y coescrita por Cicala, Griselda Sánchez y Ricardo Esteban Díaz. Está producida y protagonizada por Araceli González y Fabián Mazzei.
La película fue filmada en 2019 y tenía planeado su estreno en 2020 pero por la Pandemia COVID-19, el estreno fue pospuesto. Finalmente se estrenó el 1 de noviembre de 2021 con una premiere especial para invitados y el 4 de noviembre tuvo su estreno en el Cine Gaumont de Buenos Aires.

## Sinopsis
La historia trata sobre Laura Garland, quien lleva su embarazo sola; su marido combate en la guerra que amenaza la ciudad. Ricky, un empleado de la mafia, roba un maletín lleno de oro y va en busca de su joven esposa embarazada. En el camino secuestra una partera para tener todo lo necesario hasta que nazca el bebé. Este trío desesperado se encierra en la casa gemela lindera a la de Laura, quién se convertirá en el único nexo entre ellos y el mundo exterior. Pero el aislamiento oprime. Los embarazos de ambas mujeres van creciendo a la par de la tensión, la intriga, y la paranoia.

## Reparto
- Araceli González como Laura Garland
- Fabián Mazzei como Ricky
- Micaela Suárez como Nadia
- Mariano Martínez como Feliciano
- Miguel Ángel Solá como Víctor
- Luis Machín como Pedro Sommer
- Alfredo Casero como Boticario
- Mónica Antonópulos como Betty
- Rodrigo Noya como Benito
- Griselda Sánchez como Suplicio
- Roberto Peloni como Lou
- Florencia Torrente como Enfermera
- Tomás Kirzner como Soldado

## Premios y nominaciones
- Ganadora mejor Thriller en el festival Berlin Art Film Festival 2021
- Ganadora mejor película independiente en el Montreal Independent Film Festival 2021
- Selección oficial del Shock Fest de Las Vegas 2021
- Selección oficial del Fright Fest de Glasgow 2022